# Nicolas Prost
Nicolas Prost, född 18 augusti 1981 i Saint-Chamond, är en fransk racerförare som kör för Renault e.dams i Formel E. 
Han är son till den fyrfaldige F1-världsmästaren Alain Prost.

## Racingkarriär
Nicolas Prost har aldrig varit i närheten av sin fars meriter, utan har tävlat i lägre serier. Hans största merit hittills är tredjeplatsen i det Spanska F3-mästerskapet 2007. 2008 tävlade Prost för ELK Motorsport i Euroseries 3000. Han vann serien under sin första säsong, och det var hans första titel i karriären.